# Gesamtverzeichnis des deutschsprachigen Schrifttums
Das Gesamtverzeichnis des deutschsprachigen Schrifttums (GV) sind mehrere bibliografische Buchreihen mit insgesamt 396 Bänden über die meisten deutschsprachigen Bücher, Zeitschriften, Karten und weiteres Schrifttum aus der Zeit von 1700 bis 1965 (bzw. 1980).

## Inhalt
Das Gesamtverzeichnis des deutschsprachigen Schrifttums ist eine sogenannte „retrospektive Nationalbibliographie“, die zeitlich rückwirkend das deutschsprachige Schrifttum möglichst umfassend erfasst. Die 396 Bände des GV umfassen den Zeitraum von 1700 bis 1965 (für graue Literatur und Hochschulschriften bis 1980) und erschienen im K. G. Saur Verlag in München.
Verzeichnet sind deutschsprachige Drucke aus aller Welt sowie im deutschen Sprachraum erschienene fremdsprachige Druckwerke. Erfasst sind Schriftenklassen aller Vertriebswege wie Bücher, Zeitschriften, Karten, Dissertationen, Schulprogramme usw. sowie das deutschsprachige Schrifttum außerhalb des Buchhandels.
Das GV ist nicht nach dem Autopsieprinzip, sondern auf der Grundlage älterer Bibliografien erstellt, hat also deren Fehler und Lücken übernommen.
Das Gesamtverzeichnis des deutschsprachigen Schrifttums gilt bis in die Gegenwart als wichtiges bibliothekarisches Hilfsmittel. Viele Titel sind über Online-Kataloge (WorldCat, Bibliothekskataloge) und elektronische Datenbanken (VD 18) inzwischen einfacher zugänglich. Für einige Titel, z. B. einzelne Bände von Zeitschriften oder Sammelwerken, finden sich besonders detaillierte Angaben nur im GV.
Der Historiker und Bibliograf Reinhard Oberschelp war einer der Herausgeber.

## Bände
- GV 1700–1910: Gesamtverzeichnis des deutschsprachigen Schrifttums 1700–1910 (161 Bände)
- GV 1911–1965: Gesamtverzeichnis des deutschsprachigen Schrifttums 1911–1965 (150 Bände)
- GVB 1966–1980: Gesamtverzeichnis des deutschsprachigen Schrifttums außerhalb des Buchhandels (40 Bände, erschienen 1988–1991)
- GVH 1966–1980: Gesamtverzeichnis deutschsprachiger Hochschulschriften 1966–1980 (45 Bände, erschienen 1984–1991)